# Hart-emlékkupa

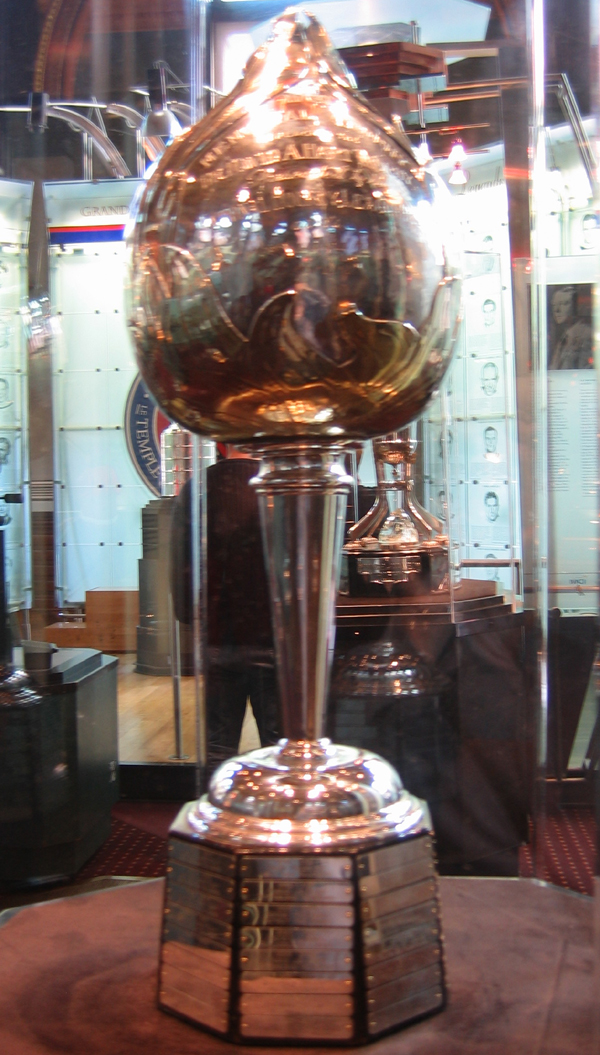
A Hart-emlékkupa

A Hart-emlékkupát egy egyéni díj a National Hockey League-ben és azon játékosa kapja a szezon végén, akit a legértékesebb játékosnak választanak. A Professional Hockey Writers Association tagjai szavazzák meg.

## Története
A trófeát Dr. David Hart tiszteletére nevezték el. Ő ajánlotta a ligának a díj létrehozását. Az első díjat az 1923–1924-es szezon végén ítélték oda Frank Nighbornak, aki az Ottawa Senators játékosa volt. Amikor az eredeti Hart-trófeát visszavonultatták a Jégkorong Hírességek Csarnokába 1960-ban, a liga létrehozta a mai Hart-emlékkupát.
Tommy Anderson és Al Rollins kivételével mindenki, aki megnyerte pályafutása során a kupát az bekerült a Hírességek Csarnokába.
Wayne Gretzky rekordnak számító kilenc alkalommal (ebből nyolcszor egymás után) nyert meg a pályafutása során. Ez az összes nagy amerikai ligát figyelembe véve is rekordnak számít. A baseballozó Barry Bonds követi őt héttel.
Dominik Hašek az első és egyetlen kapus, aki kétszer nyerte meg a kupát (1997, 1998). Roy "Shrimp" Worters volt az első kapus, aki megnyerte a trófeát 1929-ben.
A legtöbbször a Montréal Canadiens játékosai nyertek (17 alkalommal), őket az Edmonton Oilers 13 kupával, majd a Boston Bruins követi 12 alkalommal.
Joe Thornton volt az első játékos, aki egy szezonban két csapattal játszva nyerte meg a Hart-emlékkupát. A szezon közben a Boston Bruins-ből a San Jose Sharks-ba igazolt.
Manapság szorosak szoktak lenni a szavazások. Az 1999–2000-es szezonban Chris Pronger egyetlenegy szavazattal verte meg Jaromír Jágrt. A 2001–2002-es szezonban José Théodore és Jarome Iginla döntetlenre végzett az élen és akkor az első helyes szavazatokat vették figyelembe (végül Théodore-nak 86 míg Iginla-nak csak 82 első helyes szavazata lett).

## A díjazottak

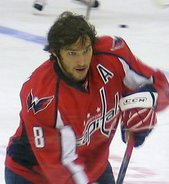
Alekszandr Ovecskin

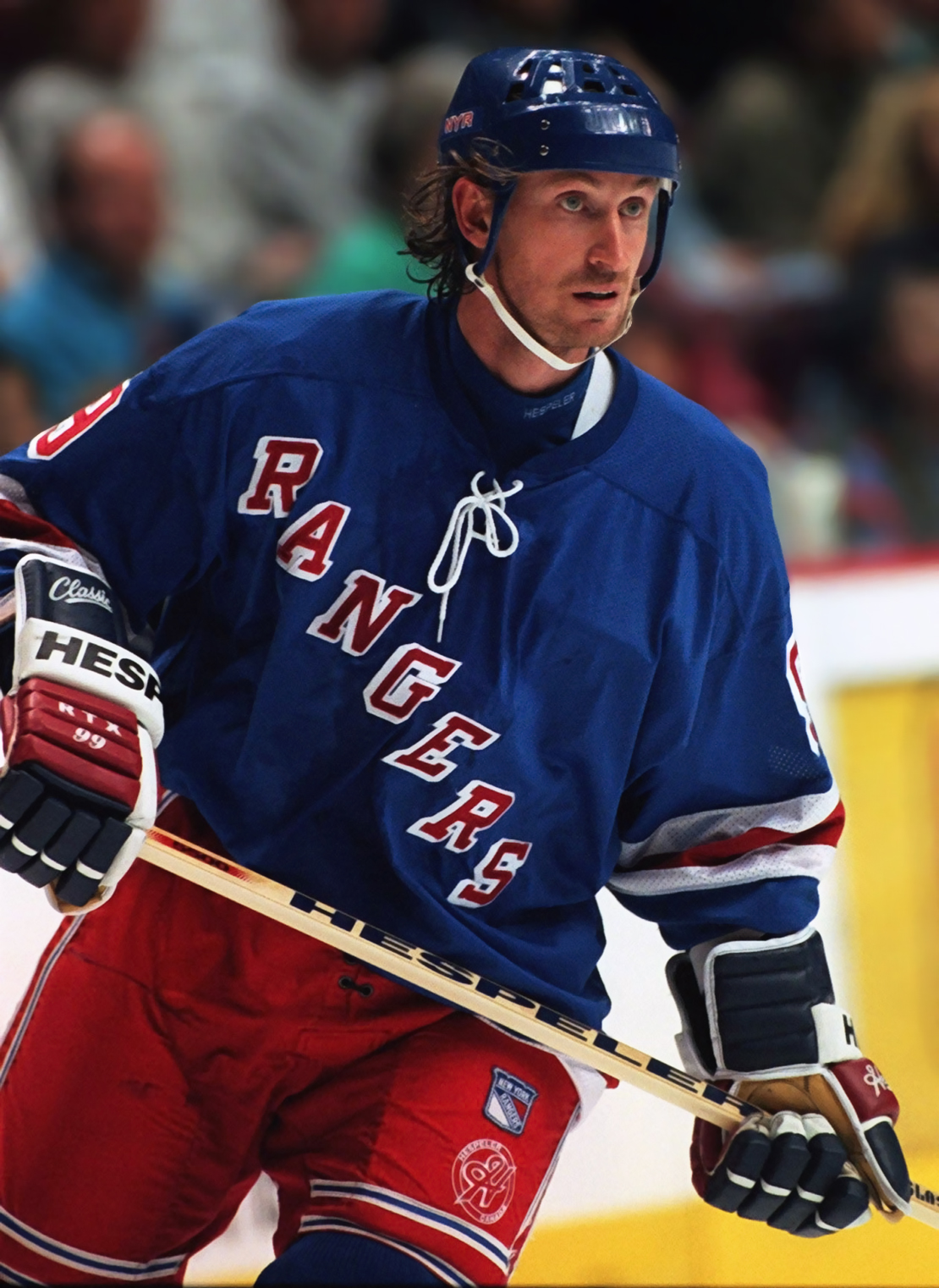
Wayne Gretzky

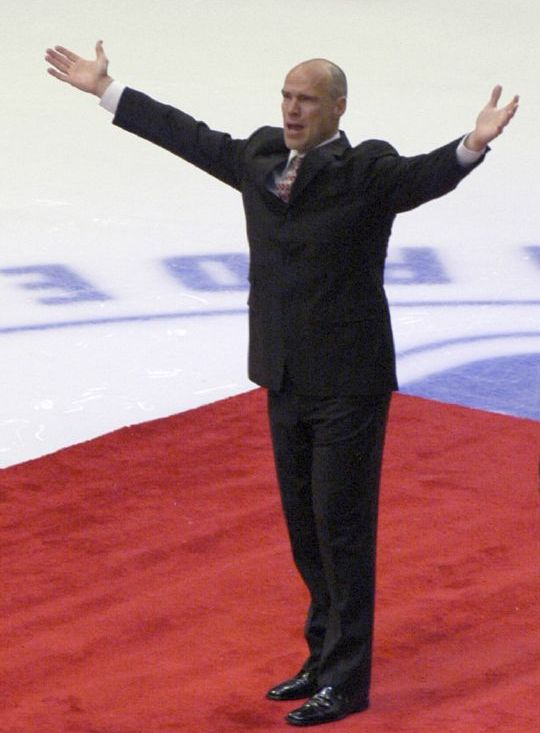
Mark Messier

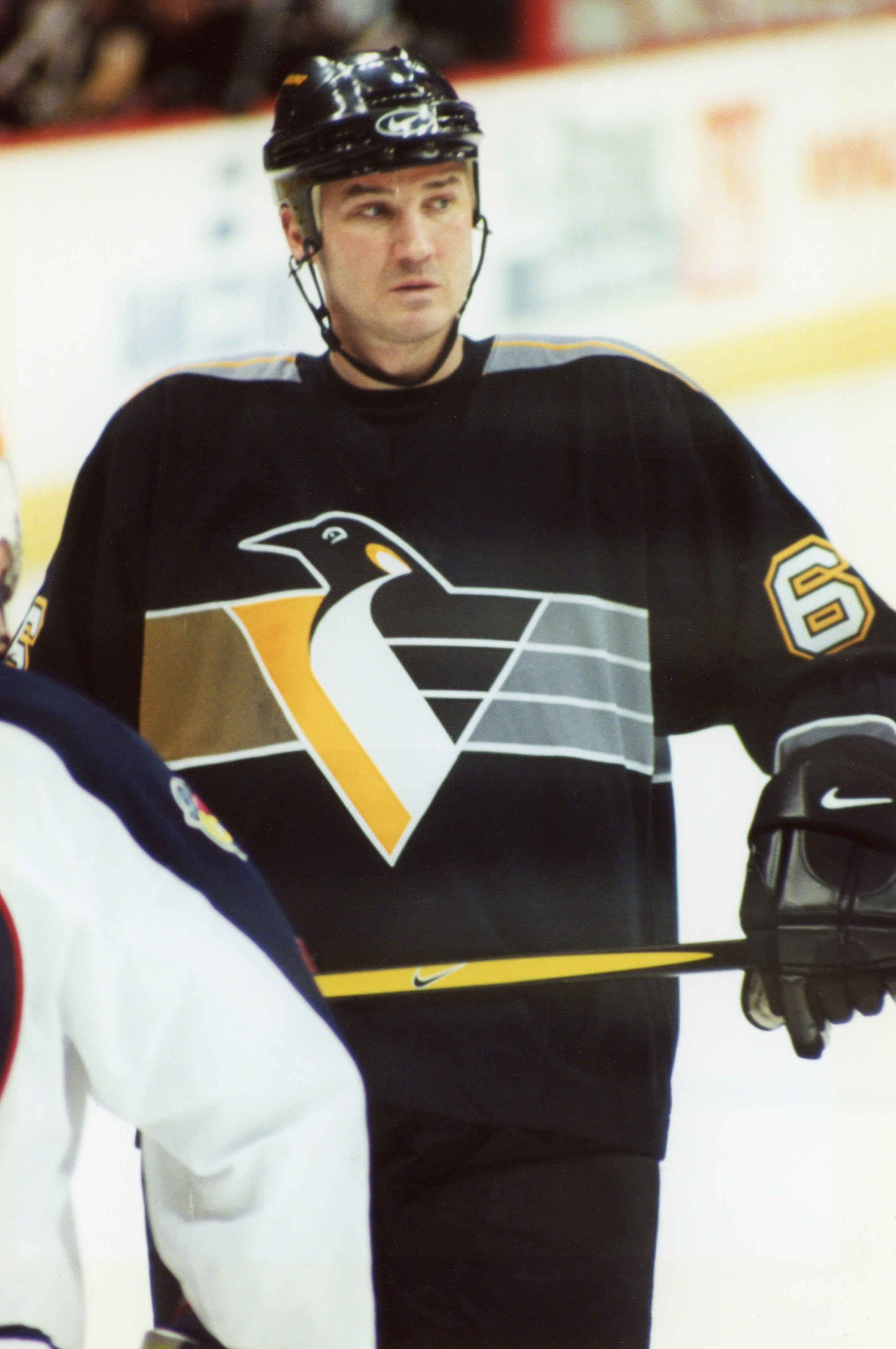
Mario Lemieux

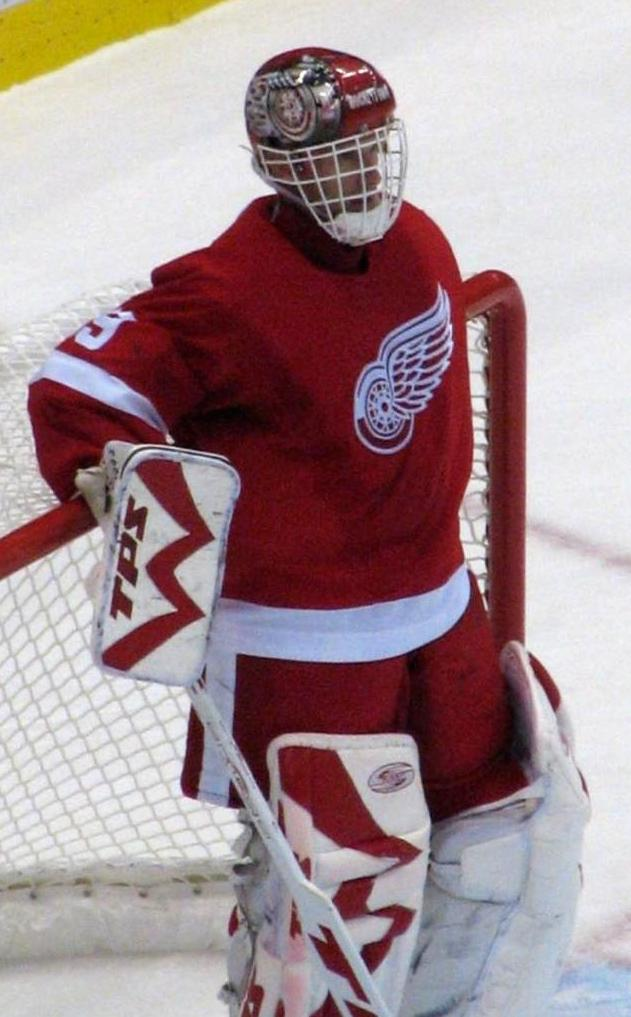
Dominik Hašek

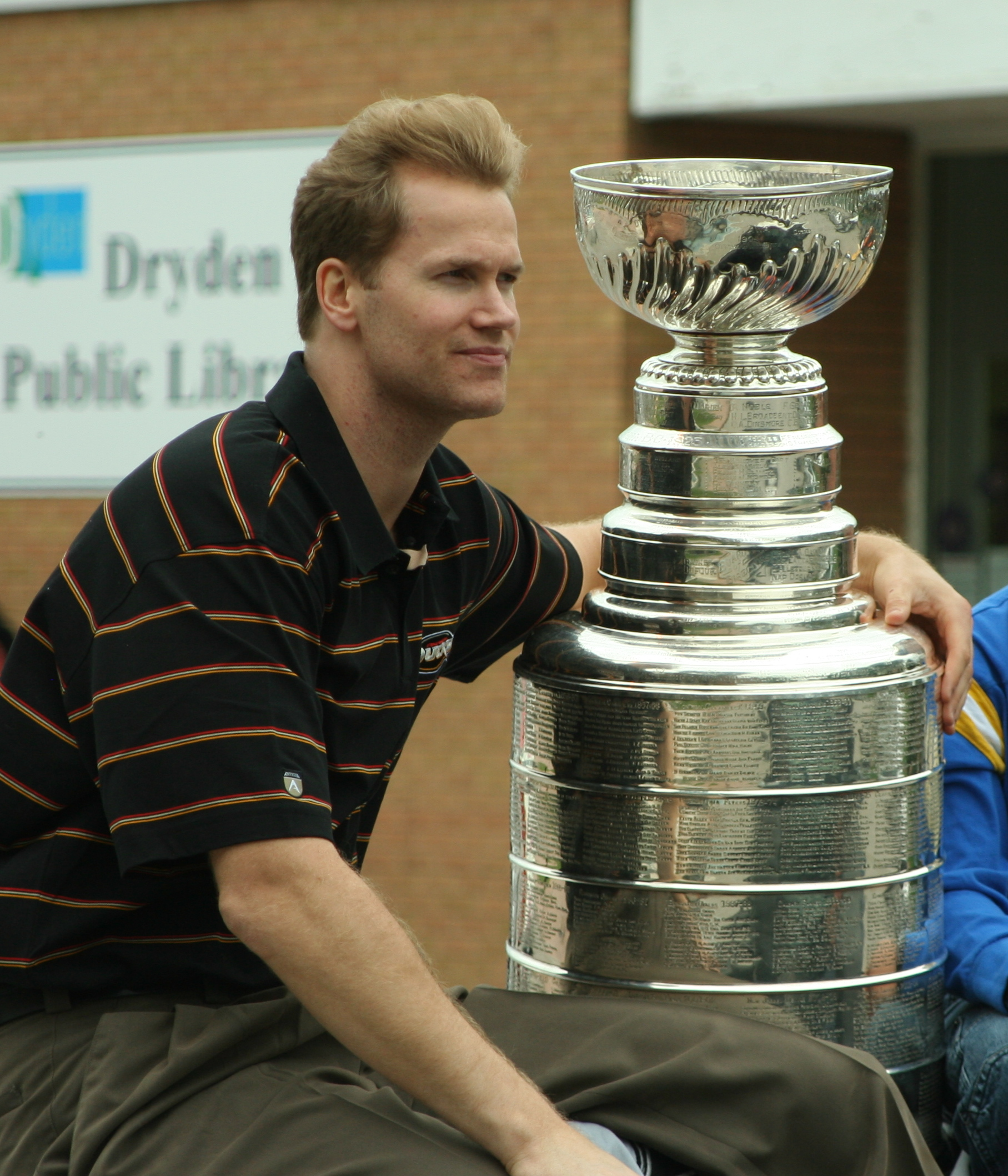
Chris Pronger

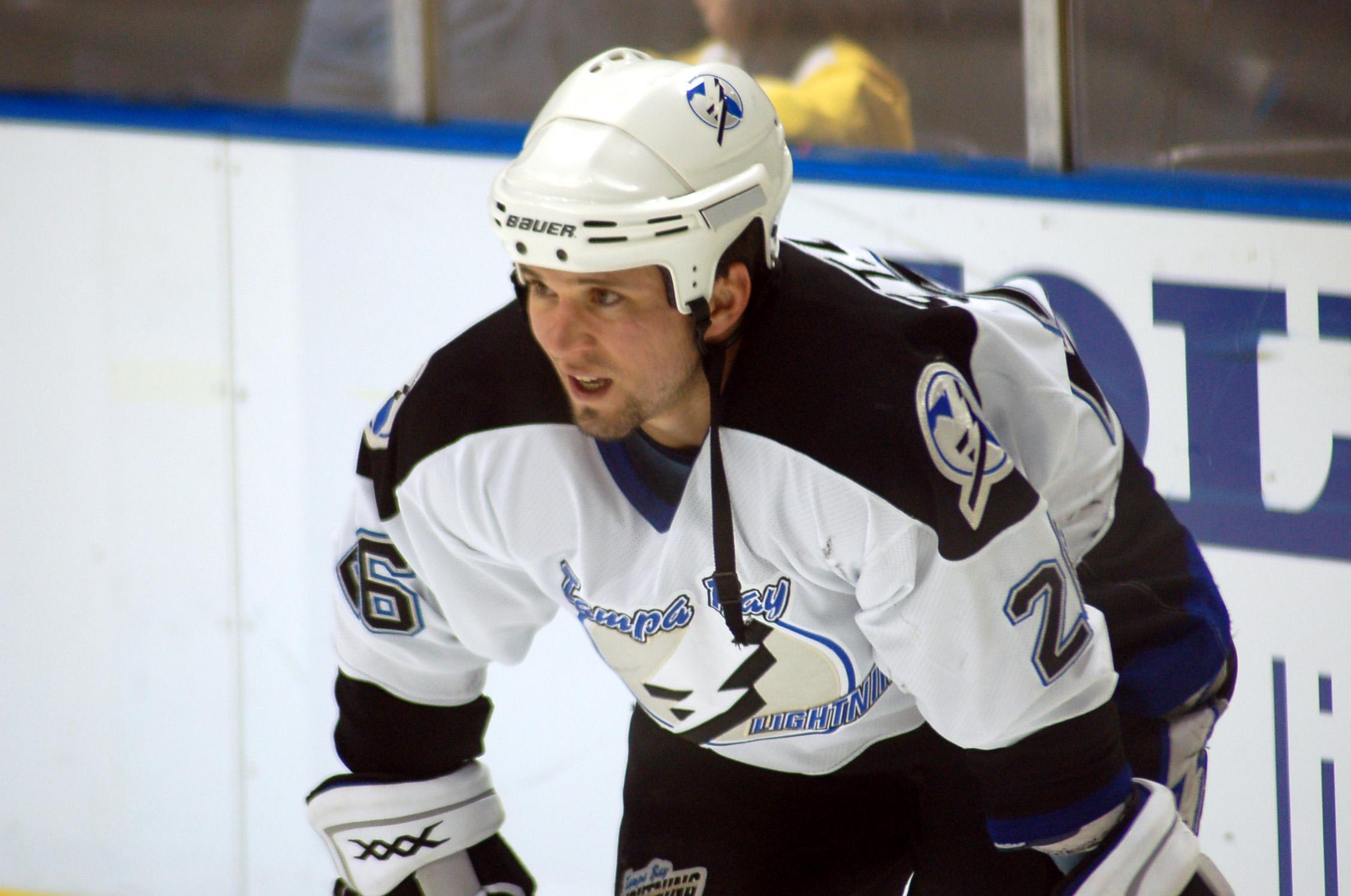
Martin St. Louis

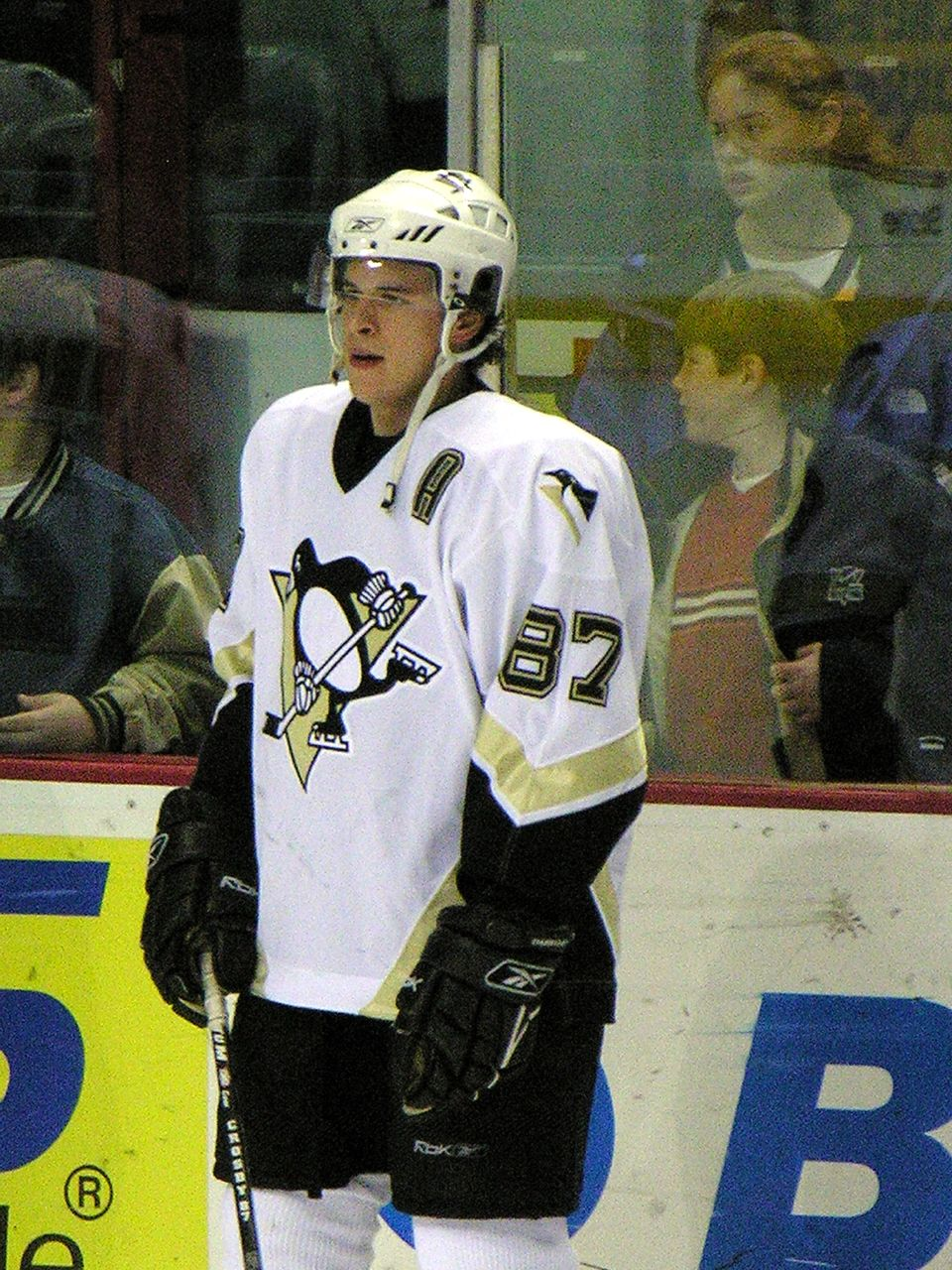
Sidney Crosby

| Szezon    | Győztes                          | Csapat                           | Pozíció                          | #                                |
| --------- | -------------------------------- | -------------------------------- | -------------------------------- | -------------------------------- |
| 2024–2025 | Connor Hellebuyck                | Winnipeg Jets                    | K                                | 1                                |
| 2023–2024 | Nathan MacKinnon                 | Colorado Avalanche               | C                                | 1                                |
| 2022–2023 | Connor McDavid                   | Edmonton Oilers                  | C                                | 3                                |
| 2021–2022 | Auston Matthews                  | Toronto Maple Leafs              | C                                | 1                                |
| 2020–2021 | Connor McDavid                   | Edmonton Oilers                  | C                                | 2                                |
| 2019–2020 | Leon Draisaitl                   | Edmonton Oilers                  | C                                | 1                                |
| 2018–2019 | Nyikita Kucserov                 | Tampa Bay Lightning              | JSz                              | 1                                |
| 2017–2018 | Taylor Hall                      | New Jersey Devils                | BSz                              | 1                                |
| 2016–2017 | Connor McDavid                   | Edmonton Oilers                  | C                                | 1                                |
| 2015–2016 | Patrick Kane                     | Chicago Blackhawks               | C                                | 1                                |
| 2014–2015 | Carey Price                      | Montréal Canadiens               | K                                | 1                                |
| 2013–2014 | Sidney Crosby                    | Pittsburgh Penguins              | C                                | 2                                |
| 2012–2013 | Alekszandr Ovecskin              | Washington Capitals              | BSz                              | 3                                |
| 2011–2012 | Jevgenyij Malkin                 | Pittsburgh Penguins              | C                                | 1                                |
| 2010–2011 | Corey Perry                      | Anaheim Ducks                    | JSz                              | 1                                |
| 2009–2010 | Henrik Sedin                     | Vancouver Canucks                | C                                | 1                                |
| 2008–2009 | Alekszandr Ovecskin              | Washington Capitals              | BSz                              | 2                                |
| 2007–2008 | Alekszandr Ovecskin              | Washington Capitals              | BSz                              | 1                                |
| 2006–2007 | Sidney Crosby                    | Pittsburgh Penguins              | C                                | 1                                |
| 2005–2006 | Joe Thornton                     | San Jose Sharks Boston Bruins    | C                                | 1                                |
| 2004–2005 | A lockout miatt nem volt győztes | A lockout miatt nem volt győztes | A lockout miatt nem volt győztes | A lockout miatt nem volt győztes |
| 2003–2004 | Martin St. Louis                 | Tampa Bay Lightning              | JSz                              | 1                                |
| 2002–2003 | Peter Forsberg                   | Colorado Avalanche               | C                                | 1                                |
| 2001–2002 | Jose Theodore                    | Montréal Canadiens               | K                                | 1                                |
| 2000–2001 | Joe Sakic                        | Colorado Avalanche               | C                                | 1                                |
| 1999–2000 | Chris Pronger                    | St. Louis Blues                  | V                                | 1                                |
| 1998–1999 | Jaromír Jágr                     | Pittsburgh Penguins              | JSz                              | 1                                |
| 1997–1998 | Dominik Hašek                    | Buffalo Sabres                   | K                                | 2                                |
| 1996–1997 | Dominik Hašek                    | Buffalo Sabres                   | K                                | 1                                |
| 1995–1996 | Mario Lemieux                    | Pittsburgh Penguins              | C                                | 3                                |
| 1994–1995 | Eric Lindros                     | Philadelphia Flyers              | C                                | 1                                |
| 1993–1994 | Szergej Fjodorov                 | Detroit Red Wings                | C                                | 1                                |
| 1992–1993 | Mario Lemieux                    | Pittsburgh Penguins              | C                                | 2                                |
| 1991–1992 | Mark Messier                     | New York Rangers                 | C                                | 2                                |
| 1990–1991 | Brett Hull                       | St. Louis Blues                  | JSz                              | 1                                |
| 1989–1990 | Mark Messier                     | Edmonton Oilers                  | C                                | 1                                |
| 1988–1989 | Wayne Gretzky                    | Los Angeles Kings                | C                                | 9                                |
| 1987–1988 | Mario Lemieux                    | Pittsburgh Penguins              | C                                | 1                                |
| 1986–1987 | Wayne Gretzky                    | Edmonton Oilers                  | C                                | 8                                |
| 1985–1986 | Wayne Gretzky                    | Edmonton Oilers                  | C                                | 7                                |
| 1984–1985 | Wayne Gretzky                    | Edmonton Oilers                  | C                                | 6                                |
| 1983–1984 | Wayne Gretzky                    | Edmonton Oilers                  | C                                | 5                                |
| 1982–1983 | Wayne Gretzky                    | Edmonton Oilers                  | C                                | 4                                |
| 1981–1982 | Wayne Gretzky                    | Edmonton Oilers                  | C                                | 3                                |
| 1980–1981 | Wayne Gretzky                    | Edmonton Oilers                  | C                                | 2                                |
| 1979–1980 | Wayne Gretzky                    | Edmonton Oilers                  | C                                | 1                                |
| 1978–1979 | Bryan Trottier                   | New York Islanders               | C                                | 1                                |
| 1977–1978 | Guy Lafleur                      | Montréal Canadiens               | JSz                              | 2                                |
| 1976–1977 | Guy Lafleur                      | Montréal Canadiens               | JSz                              | 1                                |
| 1975–1976 | Bobby Clarke                     | Philadelphia Flyers              | C                                | 3                                |
| 1974–1975 | Bobby Clarke                     | Philadelphia Flyers              | C                                | 2                                |
| 1973–1974 | Phil Esposito                    | Boston Bruins                    | C                                | 2                                |
| 1972–1973 | Bobby Clarke                     | Philadelphia Flyers              | C                                | 1                                |
| 1971–1972 | Bobby Orr                        | Boston Bruins                    | V                                | 3                                |
| 1970–1971 | Bobby Orr                        | Boston Bruins                    | V                                | 2                                |
| 1969–1970 | Bobby Orr                        | Boston Bruins                    | V                                | 1                                |
| 1968–1969 | Phil Esposito                    | Boston Bruins                    | C                                | 1                                |
| 1967–1968 | Stan Mikita                      | Chicago Black Hawks              | C                                | 2                                |
| 1966–1967 | Stan Mikita                      | Chicago Black Hawks              | C                                | 1                                |
| 1965–1966 | Bobby Hull                       | Chicago Black Hawks              | BSz                              | 2                                |
| 1964–1965 | Bobby Hull                       | Chicago Black Hawks              | BSz                              | 1                                |
| 1963–1964 | Jean Béliveau                    | Montréal Canadiens               | C                                | 2                                |
| 1962–1963 | Gordie Howe                      | Detroit Red Wings                | JSz                              | 6                                |
| 1961–1962 | Jacques Plante                   | Montréal Canadiens               | K                                | 1                                |
| 1960–1961 | Bernie Geoffrion                 | Montréal Canadiens               | JSz                              | 1                                |
| 1959–1960 | Gordie Howe                      | Detroit Red Wings                | JSz                              | 5                                |
| 1958–1959 | Andy Bathgate                    | New York Rangers                 | BSz                              | 1                                |
| 1957–1958 | Gordie Howe                      | Detroit Red Wings                | JSz                              | 4                                |
| 1956–1957 | Gordie Howe                      | Detroit Red Wings                | JSz                              | 3                                |
| 1955–1956 | Jean Béliveau                    | Montréal Canadiens               | C                                | 1                                |
| 1954–1955 | Theodore Kennedy                 | Toronto Maple Leafs              | C                                | 1                                |
| 1953–1954 | Al Rollins                       | Chicago Black Hawks              | K                                | 1                                |
| 1952–1953 | Gordie Howe                      | Detroit Red Wings                | JSz                              | 2                                |
| 1951–1952 | Gordie Howe                      | Detroit Red Wings                | JSz                              | 1                                |
| 1950–1951 | Milt Schmidt                     | Boston Bruins                    | C                                | 1                                |
| 1949–1950 | Chuck Rayner                     | New York Rangers                 | K                                | 1                                |
| 1948–1949 | Sid Abel                         | Detroit Red Wings                | C                                | 1                                |
| 1947–1948 | Buddy O'Connor                   | New York Rangers                 | JSz                              | 1                                |
| 1946–1947 | Maurice Richard                  | Montréal Canadiens               | JSz                              | 1                                |
| 1945–1946 | Max Bentley                      | Chicago Black Hawks              | C                                | 1                                |
| 1944–1945 | Elmer Lach                       | Montréal Canadiens               | C                                | 1                                |
| 1943–1944 | Babe Pratt                       | Toronto Maple Leafs              | V                                | 1                                |
| 1942–1943 | Bill Cowley                      | Boston Bruins                    | C                                | 2                                |
| 1941–1942 | Tommy Anderson                   | Brooklyn Americans               | V                                | 1                                |
| 1940–1941 | Bill Cowley                      | Boston Bruins                    | C                                | 1                                |
| 1939–1940 | Ebbie Goodfellow                 | Detroit Red Wings                | V                                | 1                                |
| 1938–1939 | Toe Blake                        | Montréal Canadiens               | BSz                              | 1                                |
| 1937–1938 | Eddie Shore                      | Boston Bruins                    | V                                | 4                                |
| 1936–1937 | Babe Siebert                     | Montréal Canadiens               | BSz                              | 1                                |
| 1935–1936 | Eddie Shore                      | Boston Bruins                    | V                                | 3                                |
| 1934–1935 | Eddie Shore                      | Boston Bruins                    | V                                | 2                                |
| 1933–1934 | Aurel Joliat                     | Montréal Canadiens               | BSz                              | 1                                |
| 1932–1933 | Eddie Shore                      | Boston Bruins                    | V                                | 1                                |
| 1931–1932 | Howie Morenz                     | Montréal Canadiens               | C                                | 3                                |
| 1930–1931 | Howie Morenz                     | Montréal Canadiens               | C                                | 2                                |
| 1929–1930 | Nels Stewart                     | Montréal Maroons                 | C                                | 2                                |
| 1928–1929 | Roy "Shrimp" Worters             | New York Americans               | K                                | 1                                |
| 1927–1928 | Howie Morenz                     | Montréal Canadiens               | C                                | 1                                |
| 1926–1927 | Herb Gardiner                    | Montréal Canadiens               | JSz                              | 1                                |
| 1925–1926 | Nels Stewart                     | Montréal Maroons                 | C                                | 1                                |
| 1924–1925 | Billy Burch                      | Hamilton Tigers                  | V                                | 1                                |
| 1923–1924 | Frank Nighbor                    | Ottawa Senators                  | C                                | 1                                |